# Porto di La Caletta
Il porto di La Caletta, chiamato localmente anche porto della Caletta o porto de La Caletta, è uno dei più importanti porti turistici della costa orientale della Sardegna, con la sua estensione di circa 15 ettari e la possibilità di ospitare fino a 500 imbarcazioni.

## Locazione e gestione

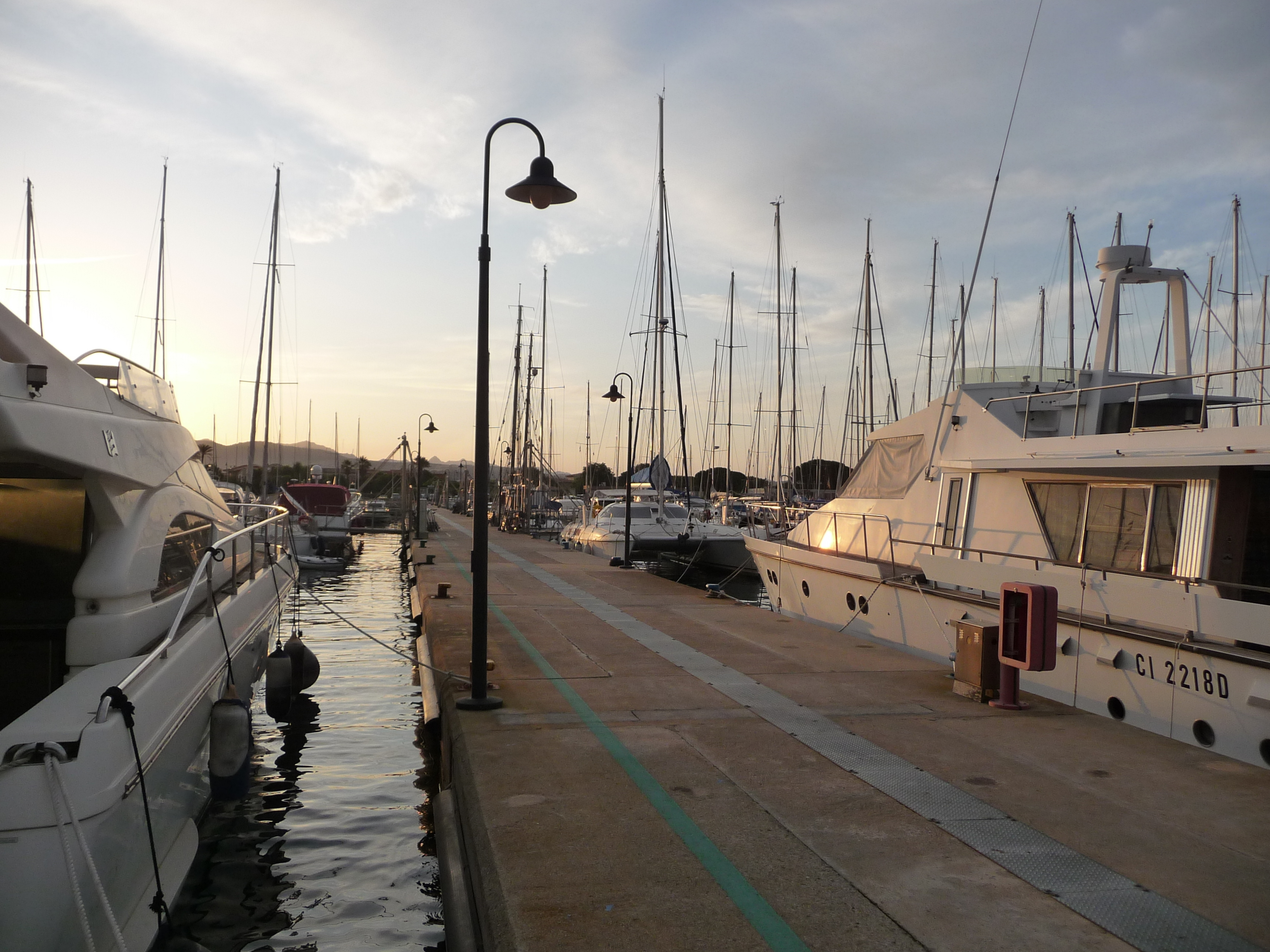
Molo centrale del porto.

Il porto sorge 50 km a sud di Olbia, nell'area compresa fra il promontorio della Torre di San Giovanni e la foce del Canale Vivarelli. È gestito dal comune di Siniscola, con la sua frazione di La Caletta, e da quello di Posada, con la sua frazione di San Giovanni, nonché dal Circolo Nautico La Caletta.

## Storia
Il porto di La Caletta si colloca in un'area nella quale sorgeva l'antico Portus Luguidonis dei romani, citato da Tolomeo nei suoi scritti. Venne denominato "Pedras Niddas" (Pietre nere) dagli abitanti da luogo e "La Calitta" dai naviganti.

### Prima della costruzione
Dunque, il porto è collocato nei pressi dell'originario Portus Luguidonis, anche se molte fonti stabiliscono che questo antico porto sorgesse nella baia situata tra la chiesa di San Giovanni e la Torre di San Giovanni, a distanza di circa 100 metri.
In ogni caso c'è da dire che già dal 1877, nell'attuale zona dove oggi sorge il porto di La Caletta, dei piroscafi "postali" collegavano la Sardegna con Civitavecchia, Livorno e Genova. Le principali merci trasportate erano gli estratti delle miniere di Lula (sempre in provincia di Nuoro) ed il carbone di legna proveniente dai boschi dell'entroterra(questi prodotti venivano anche stivati nel muristenes presente a pochi metri dalla chiesa di San Giovanni). Questi tipi di traffici mercantili, eseguiti in maniera del tutto arcaica senza l'ausilio di alcun tipo di opera portuale, proseguirono fino al secondo dopoguerra.
Tra il 1956 e il 1958 il porto venne costruito utilizzando i fondi della regione autonoma Sardegna.

### Dopo la costruzione
Per circa vent'anni il porto svolse una significativa funzione di porto commerciale a servizio di tutta la provincia di Nuoro. I dati statistici relativi, ad esempio, al 1961, indicano un transito di 161 navi e la conseguente movimentazione, tra imbarchi e sbarchi, di circa 32.000 tonnellate di merci varie, ponendo il porto di La Caletta come il quarto porto più importante della Sardegna, dopo Cagliari, Olbia e Porto Torres.
La successiva evoluzione dei trasporti marittimi di cabotaggio, caratterizzata dalla quasi scomparsa delle navi di piccolo tonnellaggio a favore delle navi traghetto di tipo Roll-on/roll-off di media e grande stazza, determinò l'esaurimento commerciale dello scalo marittimo di La Caletta, nel frattempo non opportunamente adeguato, nelle sue caratteristiche strutturali, alle esigenze imposte dal mutamento dei vettori marittimi.

### L'estate 1992 e il SeaCat

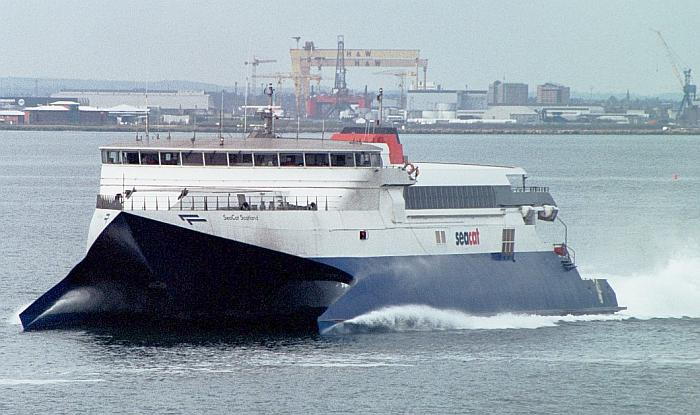
Un esemplare di SeaCat simile a quello utilizzato per la tratta La Caletta-Civitavecchia.

L'evoluzione qualitativa e lo sviluppo quantitativo del trasporto marittimo di passeggeri ed auto, che negli anni '70 fece calare l'importanza del porto di La Caletta come porto commerciale, segna, sul finire degli anni '80, una tappa che ribalta radicalmente convinzioni e previsioni ormai consolidate.
Mentre compagnie di navigazioni nazionali, come la Tirrenia, avevano puntato principalmente su navi-traghetto tradizionali di dimensioni sempre maggiori ma mai in grado di superare i 20 nodi di velocità, nel 1990 un catamarano australiano denominato SeaCat faceva il suo ingresso nel mercato. Era un catamarano lungo 74 metri, in grado di trasportare 100 veicoli e 450 passeggeri, ma con la capacità di viaggiare ad una velocità di oltre 40 nodi. Vinse il premio "Nastro Azzurro" per la traversata atlantica più veloce e successivamente trovò un vasto impiego in varie rotte di collegamento come quella tra l'Australia e la Tasmania o tra la Francia e il Regno Unito.
Nell'estate del 1992, per la prima volta nel mediterraneo, una società pubblico-privata, la Sardinia Express, sperimenta un collegamento marittimo per passeggeri ed auto tra La Caletta e Civitavecchia, proprio con l'utilizzo del catamarano SeaCat, in grado di percorrere la tratta in sole tre ore e mezza contro le solite 7 ore.
Questo collegamento marittimo rivoluziona le convinzioni consolidate e porta, a prescindere dai problemi di entità organizzativa e finanziaria incontrati dalla Sardinia Express, nel settore del trasporto passeggeri‑auto tra la Sardegna ed il Continente, elementi di innovazione e modernità di grande rilievo tecnico, con significativi contenuti economici e sociali. Tra tali elementi innovativi, vanno principalmente evidenziati:
- Il successo che i collegamenti marittimi veloci vanno progressivamente ad ottenere in diversi paesi del mondo, su brevi e medie distanze. Nel caso della Sardegna il trasporto navale veloce va a collocarsi in una fascia di nicchia compresa fra il servizio aereo, che presenta il problema di non permettere il trasporto di auto e di una quantità significativa di bagagli, ed il servizio navale tradizionale, che presenta il problema dei disagi dovuti alla lunga navigazione.
- La possibilità con la quale questi mezzi, seppur di dimensioni contenute, ma con elevate prestazioni (velocità, manovrabilità, basso pescaggio), riescano ad adattarsi anche a porti di modeste dimensioni come quello di La Caletta.
- L'opportunità di creare una tratta aggiuntiva tra Civitavecchia e la Sardegna, per alleggerire la principale tratta, quella fra Civitavecchia e Olbia, e la possibilità per alcuni passeggeri di essere più vicini alla propria meta, magari proprio nella provincia di Nuoro e dunque raggiungibile più velocemente rispetto che da Olbia.

Questa tratta, seppur esercitata con una sola nave, nei soli mesi di agosto e settembre e senza nessun supporto pubblicitario, riuscì a trasportare 20.000 passeggeri e 5.000 veicoli (secondo l'agenzia di viaggi Delmar furono addirittura 30.000 passeggeri e 10.000 auto). Alla luce di questi dati e di quelli riferibili al traffico passeggeri del porto di Olbia (circa 2.000.000 unità l'anno), con l'esercizio di un collegamento marittimo effettuato con mezzi veloci nel periodo compreso tra maggio e settembre la potenzialità della tratta La Caletta‑Civitavecchia viene stimata prudenzialmente in 200.000 passeggeri e 50.000 autoveicoli l'anno.
Conseguentemente a questo episodio, ma soprattutto in virtù della felice posizione geografica, alcune compagnie di navigazione hanno manifestato concretamente il loro interessamento all'utilizzo del porto di La Caletta per delle tratte di collegamento con il continente, complementare al più importante scalo portuale di Olbia. L'analisi tecnica delle caratteristiche attuali della struttura di La Caletta, con particolare riferimento all'inadeguatezza della banchina d'attracco, ha costituito e costituisce tutt'oggi un serio ostacolo al suo concreto utilizzo.
A febbraio 2006 venne seriamente considerato di ripristinare la tratta La Caletta-Civitavecchia, sempre gestita dalla Sardinia Express, ma alla fine questa notizia non si concretizzò mai.

### Oggi

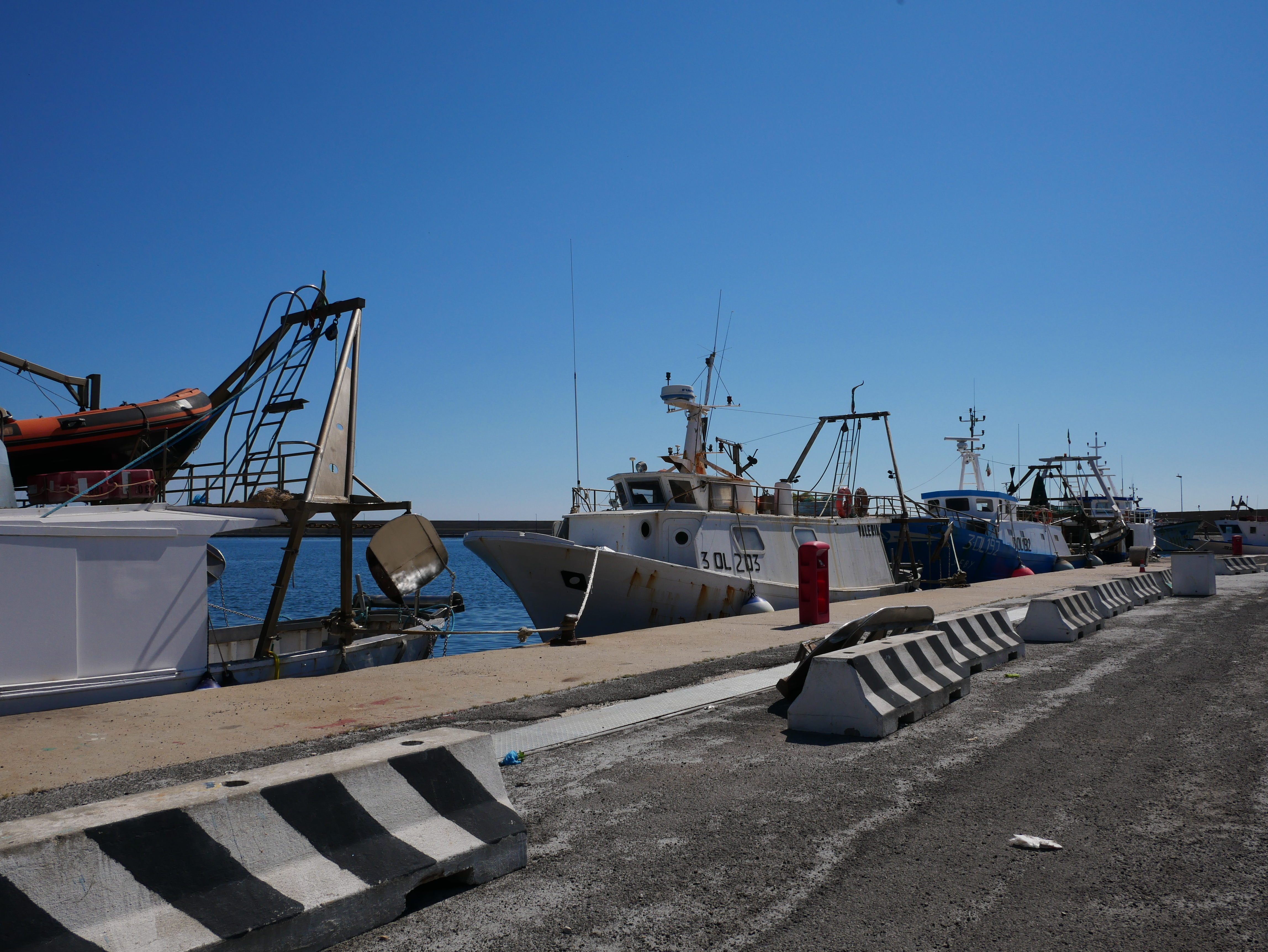
Pescherecci nel porto.

Nell'ultimo ventennio il porto di La Caletta ha svolto principalmente funzione di porto peschereccio e porto turistico; va peraltro rimarcato che l'ampia dimensione del bacino portuale e la felice posizione geografica hanno stimolato lo sviluppo di questi due ultimi settori.
Ad oggi la flotta peschereccia, composta da circa 35 unità, con una stazza lorda complessiva di circa 600 tonnellate e con 100 addetti diretti, rappresenta una delle più grandi flotte pescherecce della Sardegna.

## Servizi
Nel porto sono presenti diverse attività, tra cui una scuola velica con relativi corsi e un servizio di motonavi con crociere giornaliere nei pressi del golfo di Orosei e visite guidate in barca o gommone alle isole di Tavolara e Molara.
Inoltre, all'interno del porto sono presenti una capitaneria di porto della guardia costiera e la sede di un circolo nautico.

## Dati tecnici

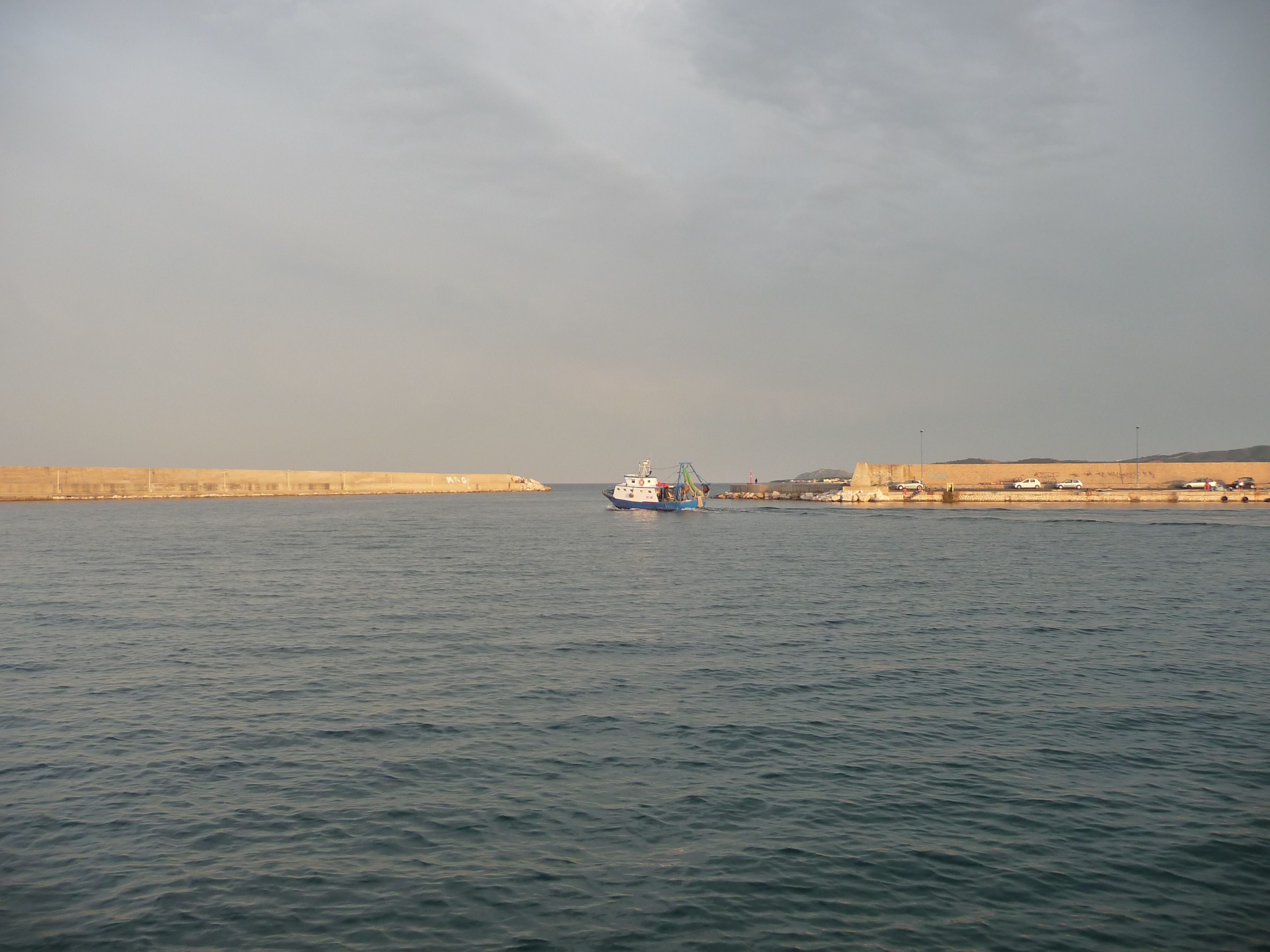
Particolare dei due moli che racchiudono il porto: sulla sinistra si può notare il molo di sovraflutto mentre sulla destra quello di sottoflutto.

Il porto è racchiuso in un molo di sovraflutto di circa 625 metri ed un molo di sottoflutto di 205 metri, il quale è banchinato internamente, consentendo l'ormeggio delle imbarcazioni più grandi (anche se, ultimamente, anche su una parte del molo di sovraflutto vengono ormeggiate barche altrettanto grandi). Sempre sul molo di sottoflutto si trova la darsena dei pescatori, nella quale è ormeggiata la flotta peschereccia.
Il porto è ridossato dai venti di scirocco, tramontana e grecale.

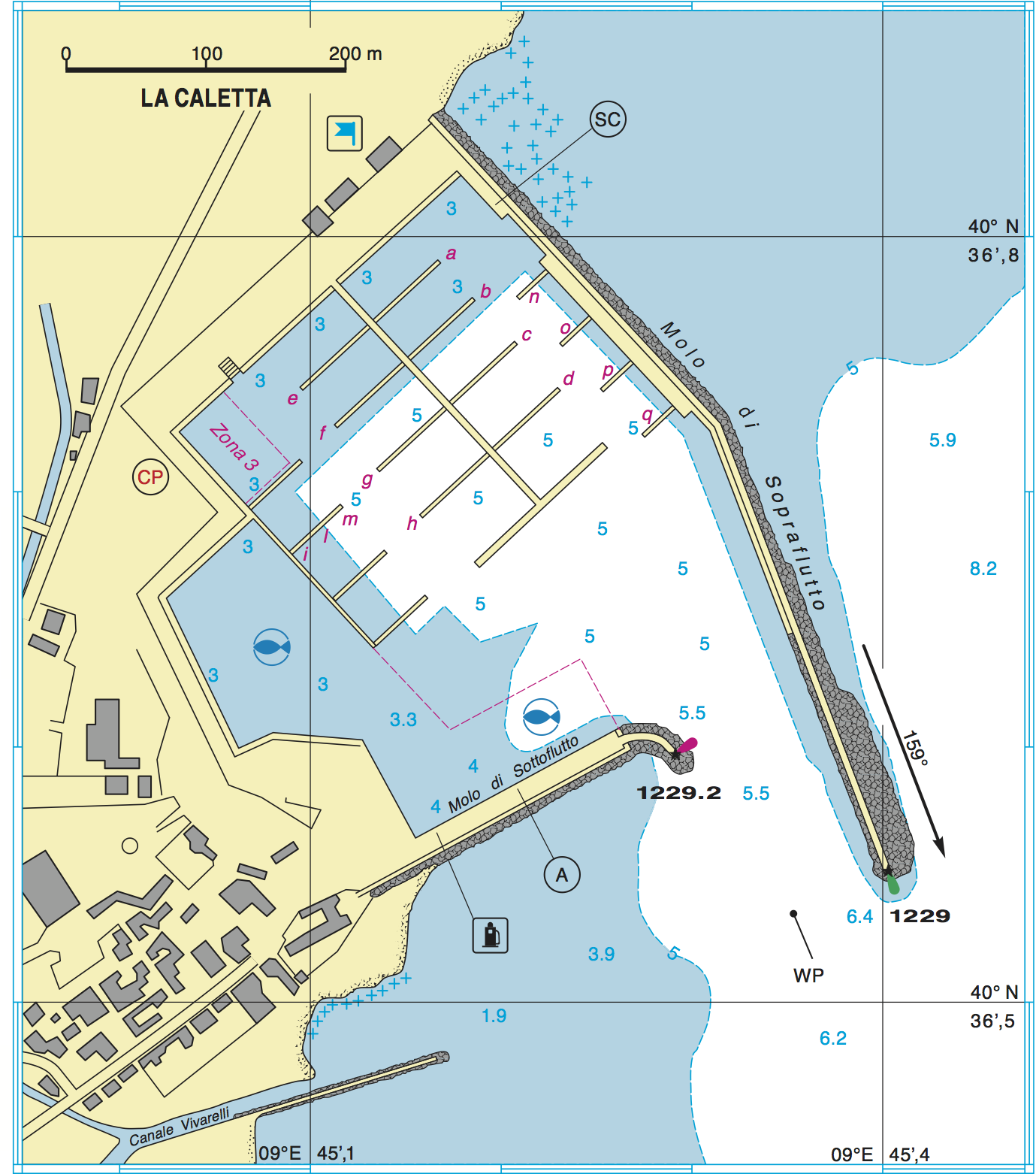
Pianta del porto. Si noti che: la "zona 3" è quella in cui sono presenti motoscafi di guardia costiera e corpo forestale, "cp" rappresenta la capitaneria di porto della guardia costiera, la bandierina blu indica l'edificio adibito al circolo nautico del porto, la zona contrassegnata con il simbolo del pesce rappresenta quella adibita ai pescherecci e infine la pompa di gasolio si trova nel punto indicato dall'apposito simbolo. Inoltre, i moli n, o, p, q non sono più presenti dato che sono stati rimossi anni fa. Infine, tutti i numeri presenti sulla pianta indicano la profondità del fondale in quel punto.

## Informazioni

### Attrezzature[29]
Vengono riportate le attrezzature presenti nel porto:
- Rifornimento acqua
- Pompa di gasolio
- Servizio prese energia elettrica
- Scalo d'allaggio
- Gru mobile
- Assistenza e riparazioni motori
- Assistenza e riparazioni impianti elettrici ed elettronici
- Banchine illuminate
- Servizi di vigilanza
- Parcheggio automobilistico
- Attrezzature per la pesca
- Ricarica bombole sub

Si noti che non è presente la pompa di benzina, ma solo quella di gasolio (utilizzata principalmente dai pescherecci).

### Obblighi e divieti[29]
Vengono elencati gli obblighi e i divieti del porto:
- Velocità massima in porto: 3 nodi
- Vietata la pulizia fuoribordo delle imbarcazioni
- Vietato lo scarico di materiali solidi e liquidi di qualsiasi genere
- Vietato l'attracco strumentale
- Vietata la pesca in porto

## Galleria d'immagini

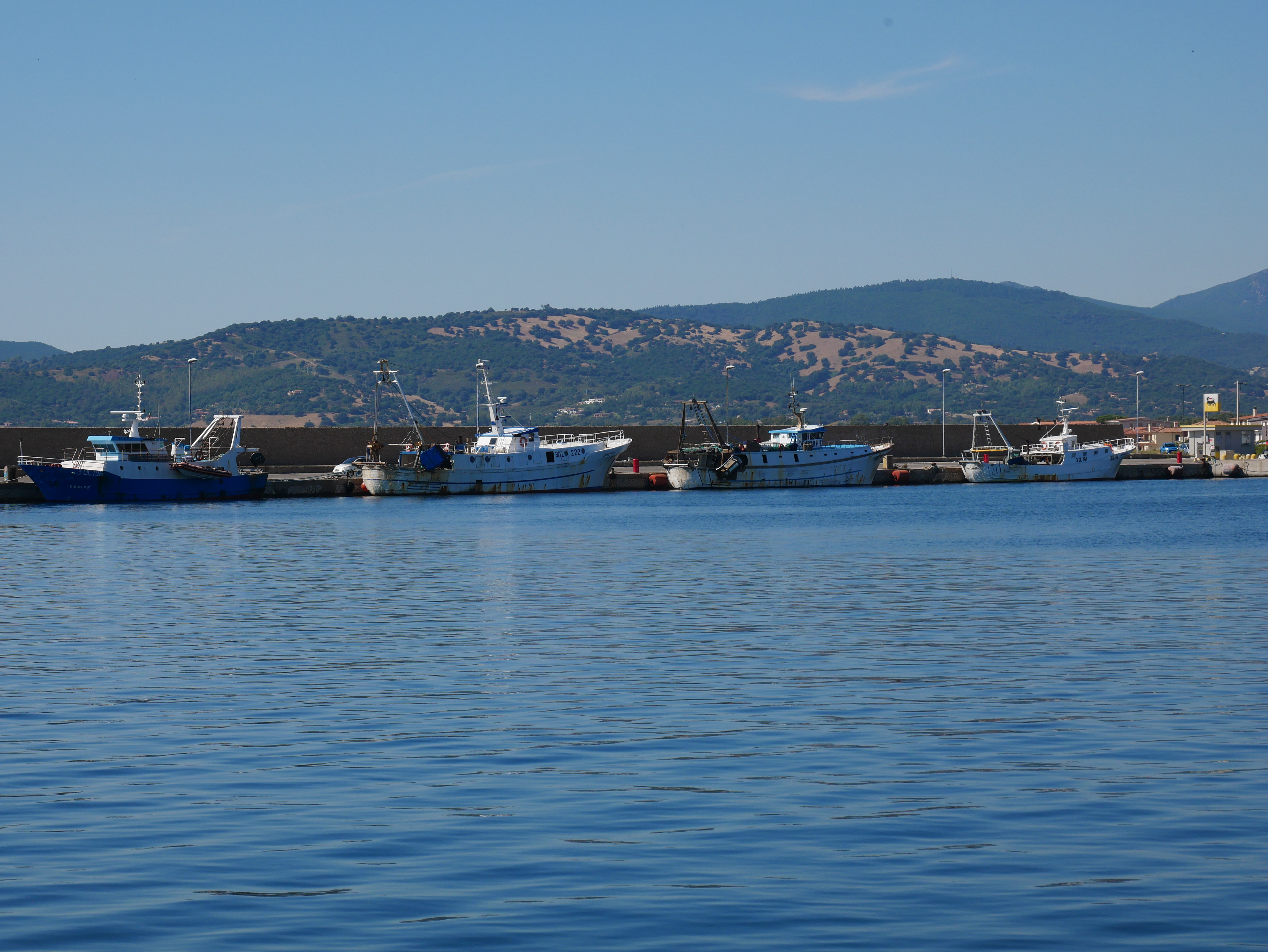
Pescherecci situati nel molo di sottoflutto
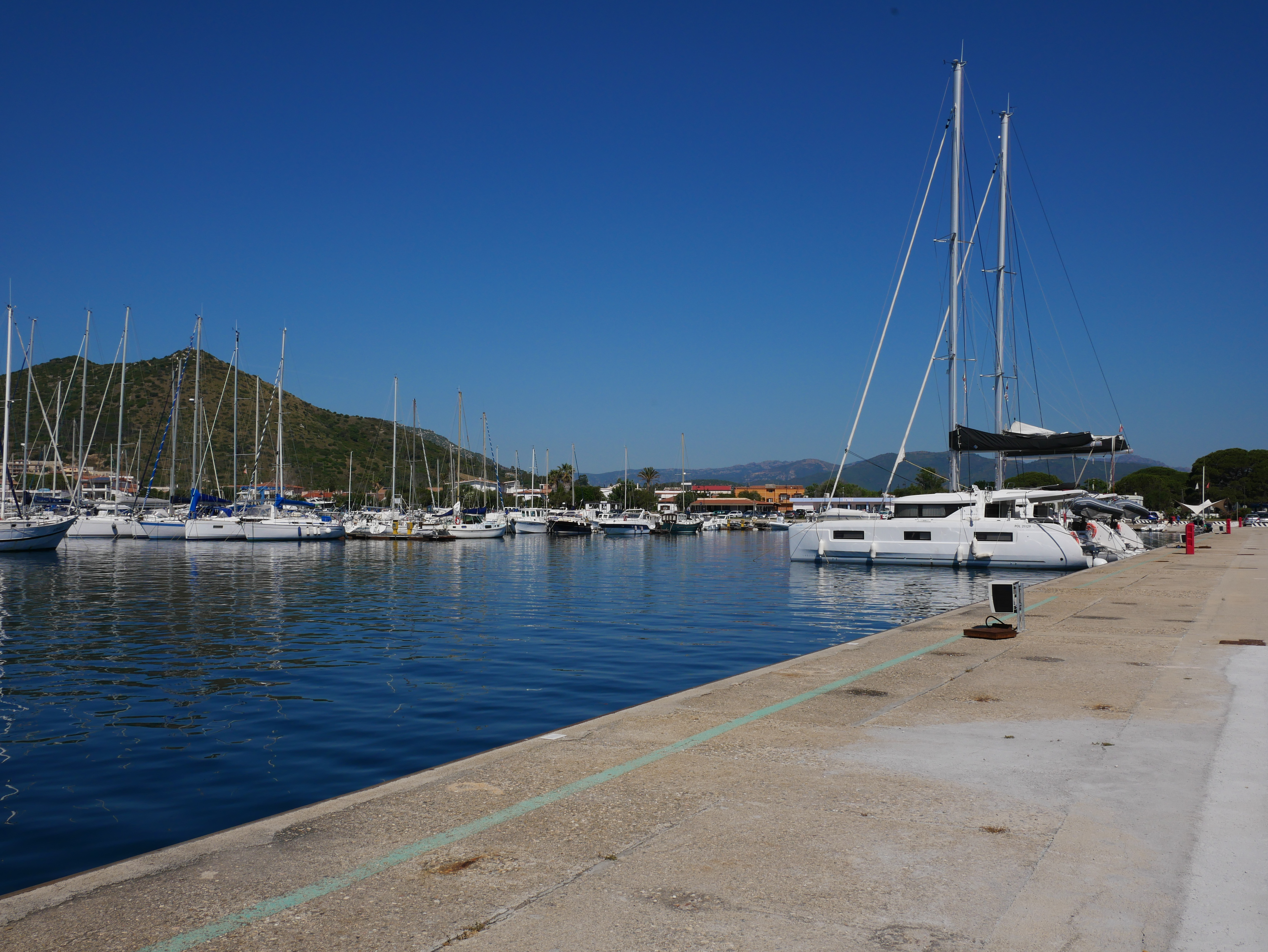
Vista del porto dal molo di sovraflutto, sulla sinistra si può notare il Monte Longu
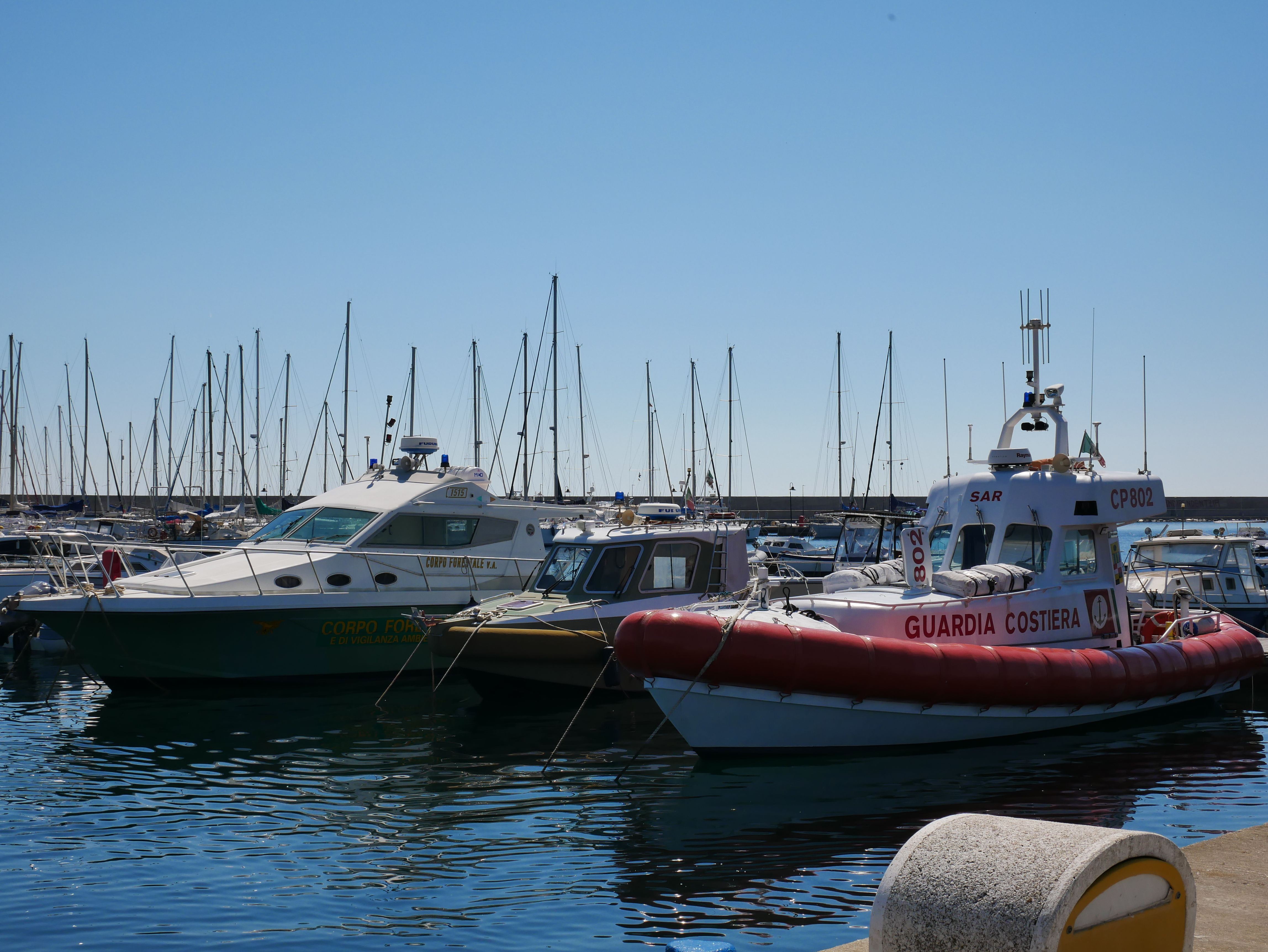
Barche di guardia costiera e corpo forestale
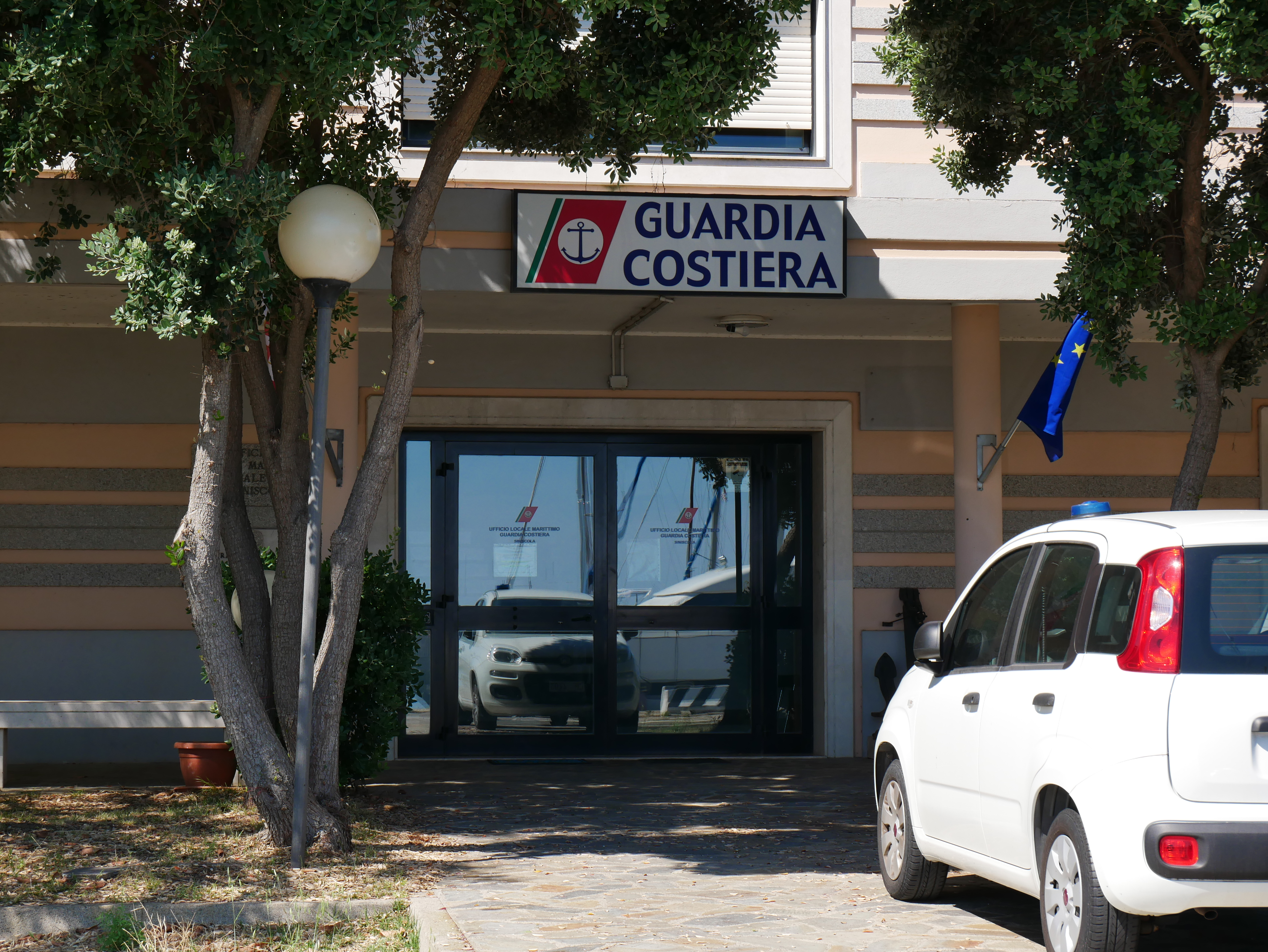
L'ufficio locale marittimo della guardia costiera
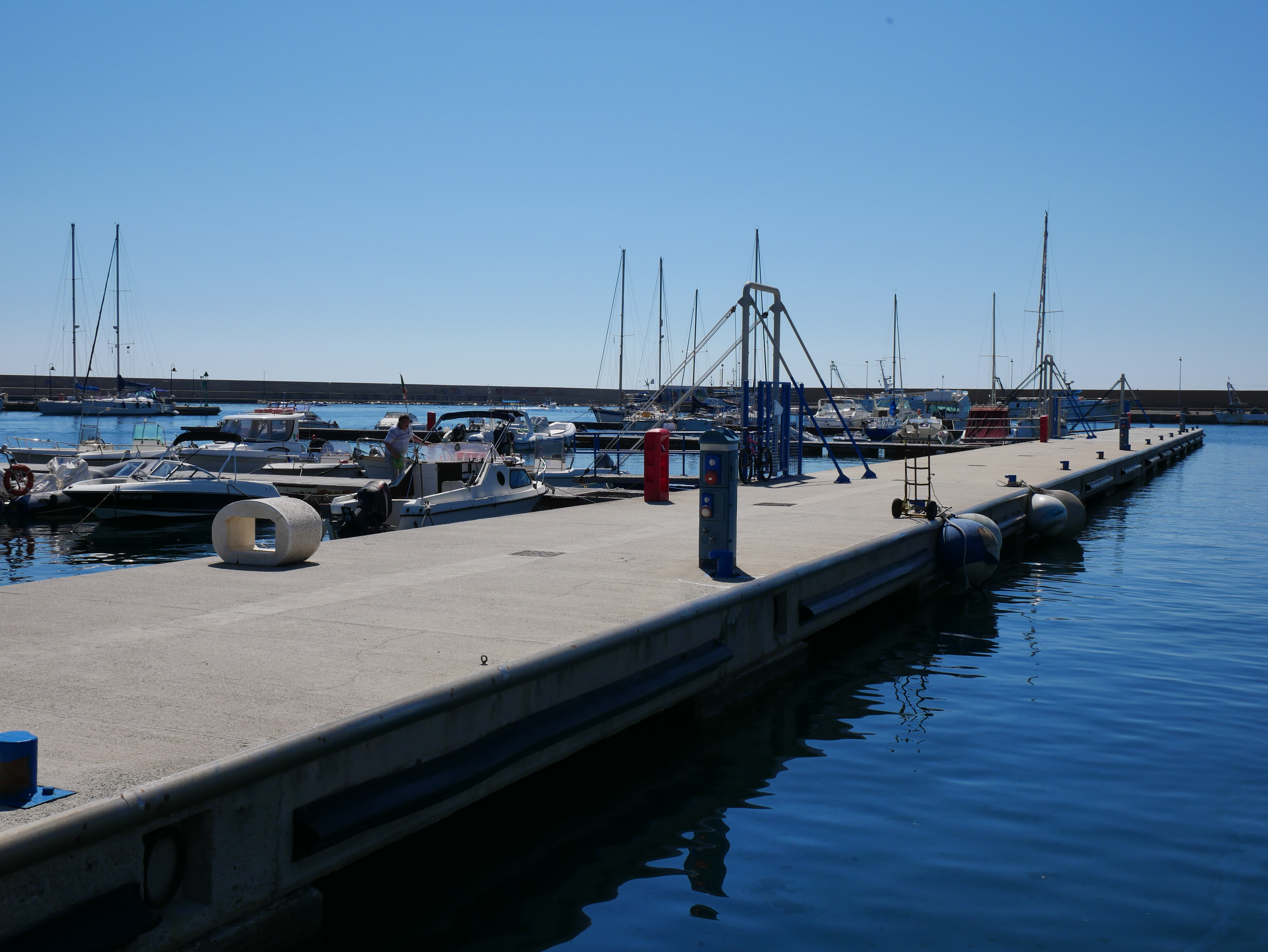
Molo secondario del porto
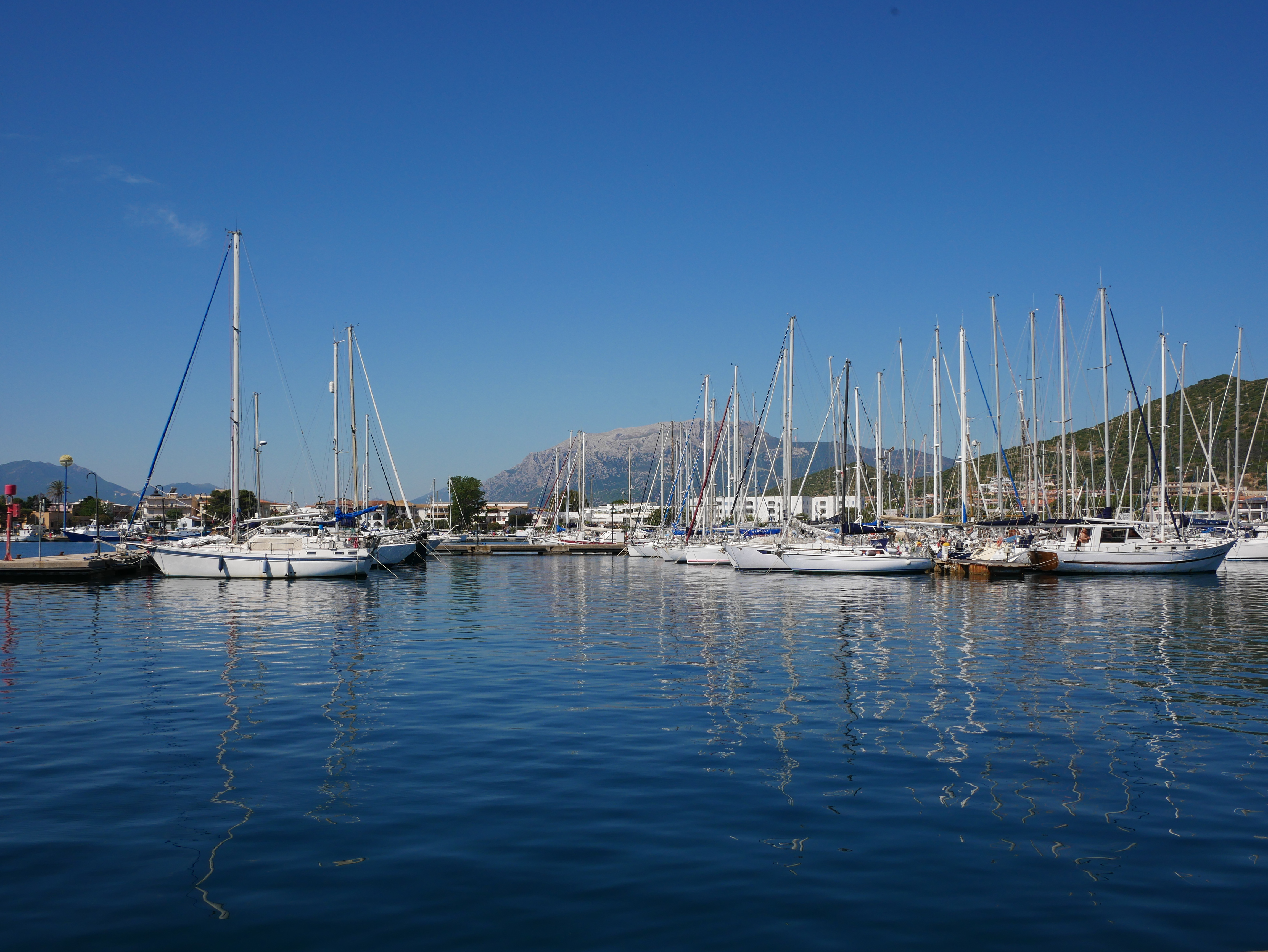
Altra vista del porto dal molo di sovraflutto